# 1911年10月22日の日食

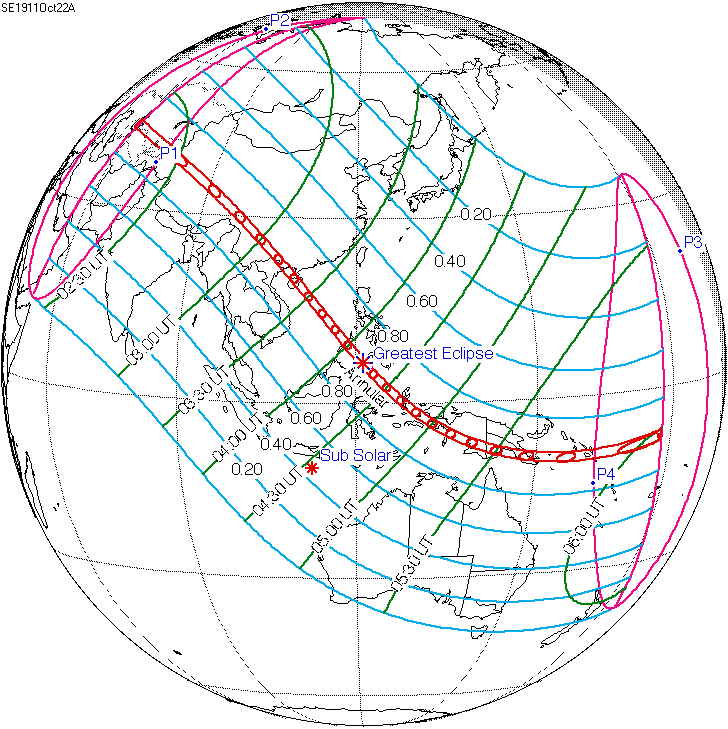

1911年10月22日の日食は、1911年10月22日に観測された日食である。ロシア帝国、中国、フランス領インドシナ、アメリカ領フィリピン、オランダ領東インド、パプア保護領、イギリス領西太平洋地域で金環日食が観測され、アジアの大部分、オーストラリア及び以上の地域の周辺の一部で部分日食が観測された。

## 通過した地域
金環帯が通過した、金環日食が見えた地域はロシア帝国南部（現在のカザフスタン南部、ウズベキスタン北部、キルギス）、清が支配した中国の新疆省南部（現在の新疆ウイグル自治区に属する）・チベット（現在のチベット自治区）北東端と東部・青海（現在の青海省）南西部・四川省南西部・雲南省北東部・貴州省南西部・広西省南西部（現在の広西チワン族自治区に属する）・広東省南西端（現在の広西チワン族自治区に属する）と海南島（現在は分立された海南省）、西沙諸島、フランス領インドシナ（現在のベトナム北東部）、アメリカ領フィリピン（現在のフィリピン）南西部、オランダ領東インド（現在のインドネシア）東部、イギリス領ニューギニア（現在のパプアニューギニア南部）、イギリス領西太平洋地域（現在のソロモン諸島に属する部分）だった。
また、金環日食が見えなくても、部分日食が見えた地域はアジアの大部分（西アジア西部、千島列島、ロシア北東部を除く）、ロシアのヨーロッパ部分の南東部、オーストラリアのほとんど（南西端とタスマニア州南部を除く）、ニュージーランド北部、ミクロネシア全部、メラネシア全部、ポリネシア北西部だった。そのうちほとんどは国際日付変更線の西にあり、10月22日に日食が見え、残りの部分では10月21日に見えた。